# XDCAM

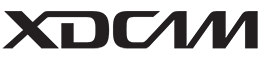
XDCAM-logo

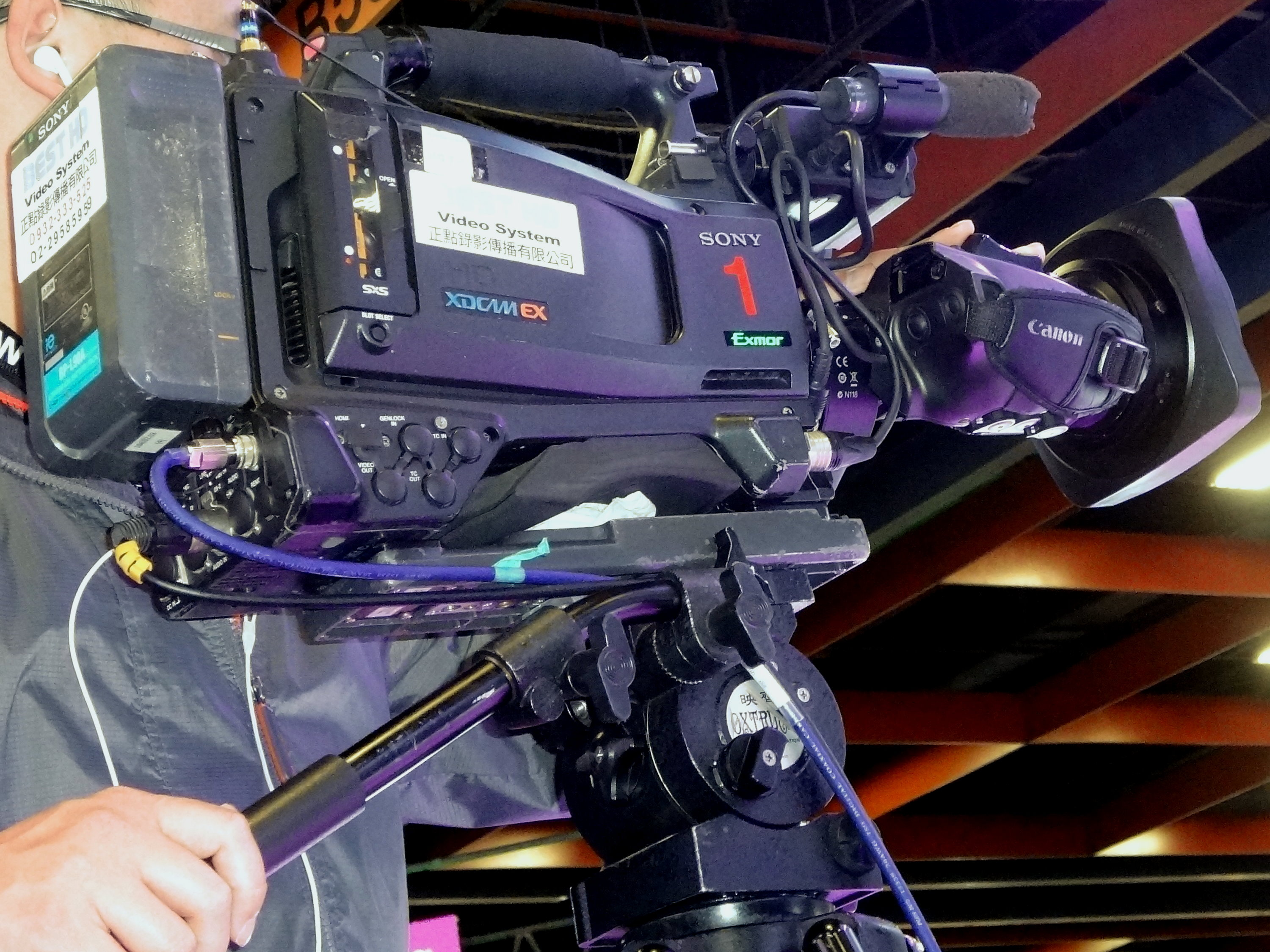
Een Sony PMW-350

XDCAM is een professioneel systeem om videobeelden vast te leggen dat werd geïntroduceerd in 2003 door het Japanse bedrijf Sony. In tegenstelling tot conventionele, tape-gebaseerde video-opnamesystemen, gebruikt XDCAM een optische schijfeenheid. De technologie achter deze opslagmethode is de blu-ray-schijf.
De codering waarmee video wordt opgeslagen is voor SD-materiaal DVCAM, of MPEG IMX. Voor HD-materiaal is dat MPEG HD.

## Gebruik
XDCAM heeft, zoals alle schijf-gebaseerde opnametechnieken, het voordeel dat niet — zoals bij tape-gebaseerde opnametechnieken — alle opnames (de gehele tape) behoeven te worden ingelezen. Op de XDCAM-schijf is ook ongeveer 500 MB aan ruimte beschikbaar om andere bestanden te plaatsen. Men kan dus een montage (het projectbestand en alle gerelateerde bestanden) exporteren naar de XDCAM-schijf zodat deze op een later tijdstip makkelijk terug te halen zijn om verdere aanpassingen te maken.